# Chiesa di Santa Margherita (Faenza, capoluogo)
La chiesa di Santa Margherita è una piccola chiesa di Faenza di origine antica sul corso Matteotti, in gran parte rifatta nell'Ottocento, che conserva i resti del "portico de' pellegrini" tamponato nel 1752.
La chiesa fu oggetto di numerosi rifacimenti, il più importante è sicuramente quello avvenuto nella metà Settecento, attribuito a Gianbattista Campidori o ai suoi collaboratori.

## Descrizione
Oggi la chiesa presenta un gradevole apparato di opere d'arte minori, ma interessanti da un punto di vista storico e documentario. Oltre alle consuete statue in cartapesta e a vari quadretti molto importante è anche la tela di "Santa Margherita ed il drago" di fine Seicento opera di Orsola Missiroli.